# Grada van Horen
Gerarda Antonia (Grada) van Horen (Helden, 21 april 1911 - Roermond, 17 februari 1985) was een Nederlands onderwijzeres en verzetsstrijder tijdens de Tweede Wereldoorlog.

## Verzetswerk
Als onderwijzeres reed Van Horen dagelijks van Beringe naar Grashoek in de gemeente Helden. Haar illegale activiteiten begonnen met het meenemen van de illegale kranten Trouw en Je Maintiendrai. Haar broer Sjaak en haar oom Sjeng Jansen zaten in het verzet. Als secretaresse van de jeugdbeweging Katholieke Actie en lid van de EHBO verleende ze al direct na de inval van de Duitsers medische hulp aan gewonde soldaten en later aan onderduikers en Engelse piloten. Volgens een dochter van haar broer Sjaak hielp ze neergeschoten Engelse piloten naar Frankrijk te smokkelen.
Nadat infiltranten zich als een zogenaamde onderduiker en een Engelse piloot hadden aangemeld bij een lid van de groep, werd deze opgerold. Van Horen werd op 17 mei 1944 tegelijk met 51 anderen gearresteerd bij een razzia in Helden-Beringe. Zij werd verhoord door Richard Nitsch, naar Kamp Vught overgebracht en in het Michelincommando tewerkgesteld. Toen Kamp Vught begin september ontruimd werd, werden de vrouwen naar Ravensbrück gedeporteerd. Half oktober werd zij met een groep van ongeveer tweehonderd Nederlandse vrouwen uitgewisseld met een groep Poolse vrouwen die waren tewerkgesteld in het Agfacommando, een buitencommando van concentratiekamp Dachau. Daar trof ze onder meer haar schoolvriendin Willemijn van Gurp. Haar alias in het Agfacommando was 'de kapelaan'.

## Na de oorlog
Op 22 mei 1945 kwam Van Horen thuis in een vernield Helden, en kreeg te horen dat haar broer Giel (geboren op 21 januari 1908) op 17 december 1944 tijdens de beschietingen bij de bevrijding van Helden was overleden. In 1947 trouwde zij met Had Reinders (1916-1976). Zij was onder meer voorzitter van de lokale Boerinnenbond.
Grada van Horen overleed op 17 februari 1985 op 73-jarige leeftijd in Roermond.
Van Horens zoon Gé Reinders beschreef in 2010 in het boek Het Zakdoekje zijn zoektocht naar het verzetsverleden van zijn moeder. Naar aanleiding van het boek schreef hij enkele liedjes voor het theaterprogramma Helden.